# Eddie and the Showmen
Az Eddie and the Showmen egy surf-rock együttes volt az 1960-as évekből. Legismertebb dalaik a "Squad Car" (Rendőrautó) és a "Mr. Rebel" (Lázadó úr).
Eddie Bertrand alapította ezt a zenekart, miután kiszállt a The Bel-Airs nevű, szintén surf rock-zenekarból. Eddie célja az volt, hogy a Bel-Airs zenéjénél keményebb zenét játsszon. Az együttesnek több tagja is volt. Pályafutásuk alatt egyetlen válogatáslemezt adtak ki, mélyen hét új szám is szerepelt. A zenekar konkrét története ismeretlen. 2012-ben az alapító tag, Eddie Bertrand, elhunyt.

## Diszkográfia
- Squad Car (válogatáslemez, a cím megegyezik az együttes leghíresebb dalának címével)